# 西福寺 (刈谷市)
西福寺（さいふくじ）は、愛知県刈谷市一ツ木町5-31-2にある曹洞宗の寺院である。山号は大仙山。本尊は阿弥陀如来。知立市弘法町の遍照院（第1番）、刈谷市一里山町の密蔵院（第3番）とともに三河三弘法のひとつである。

## 歴史
1909年（明治42年）、堂宮大工の小野田又蔵によって弘法堂が建立された。

## 境内
- 本堂
- 弘法堂
- 観音堂（六角堂）
- 庫裏
- 弘法大師像
- 仏足跡

## 画像集

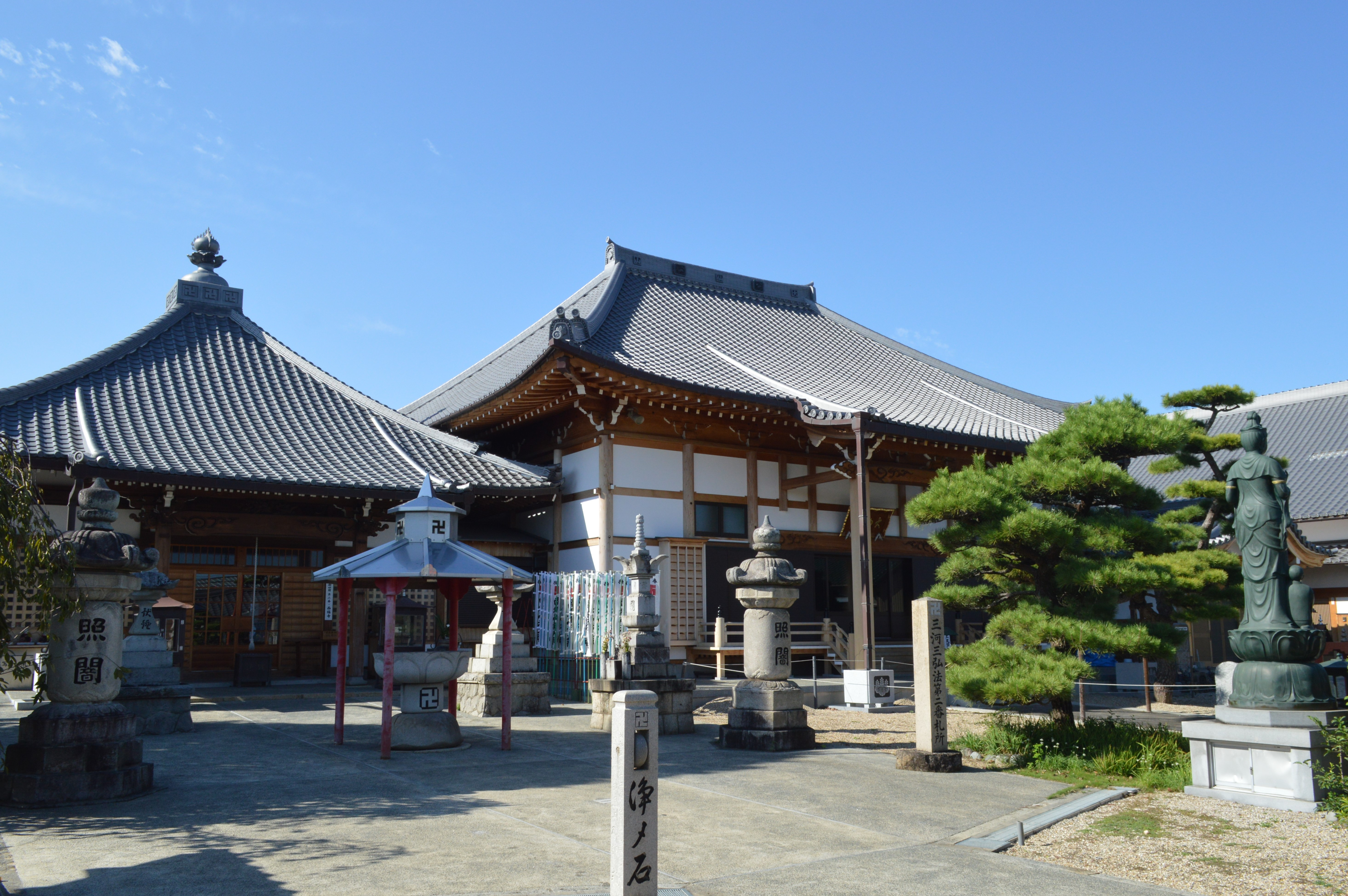
弘法堂と本堂
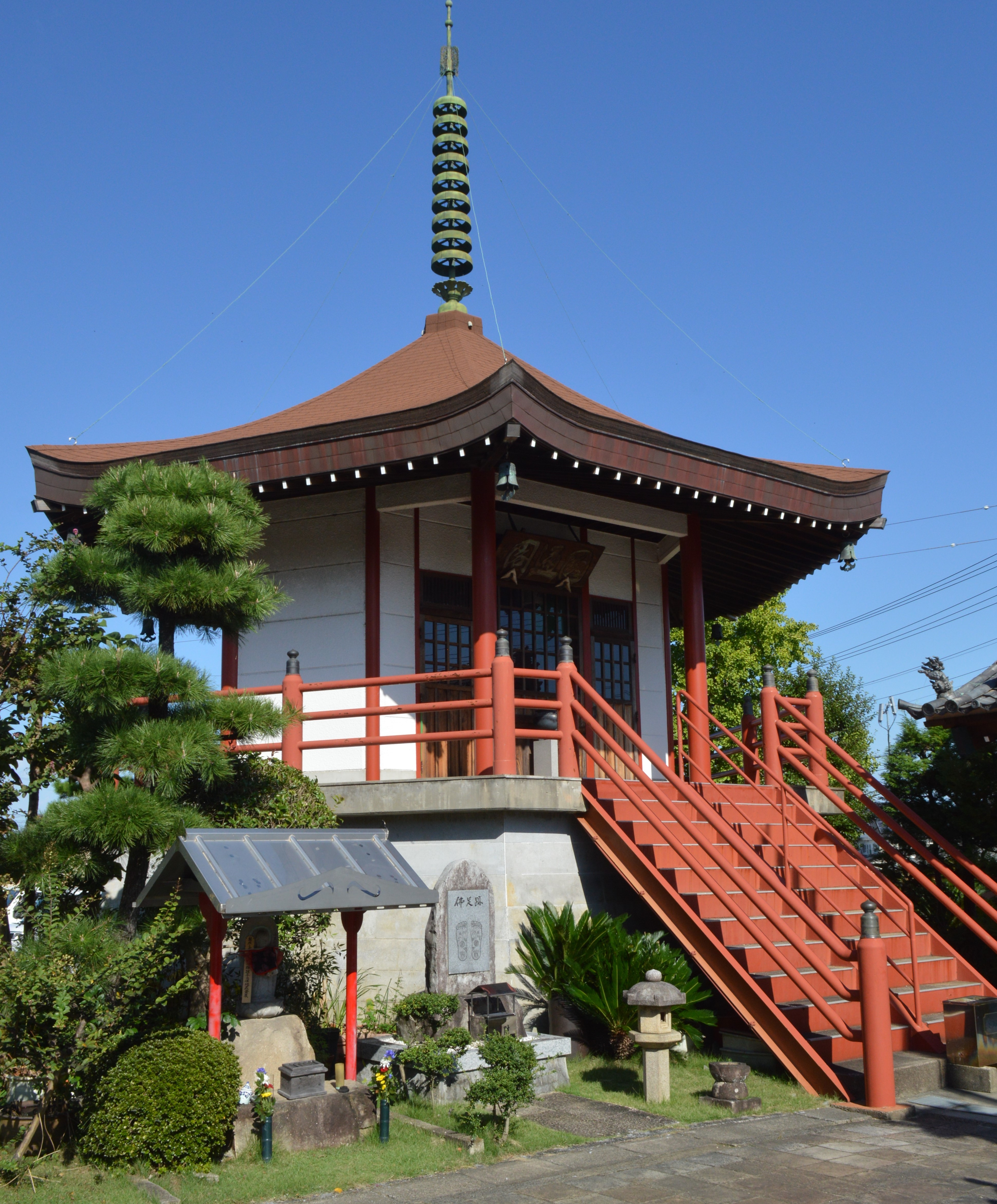
観音堂（六角堂）
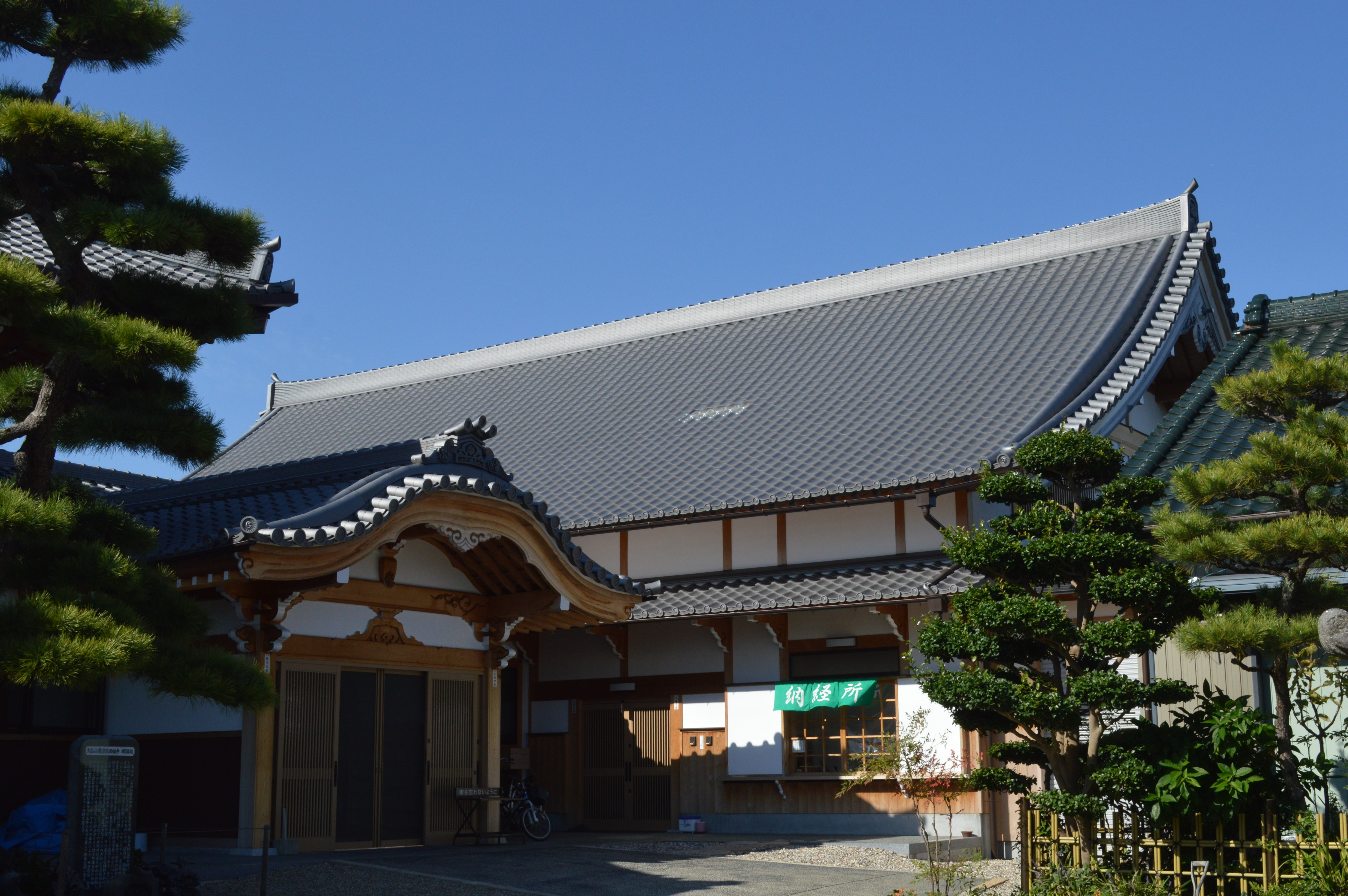
庫裏
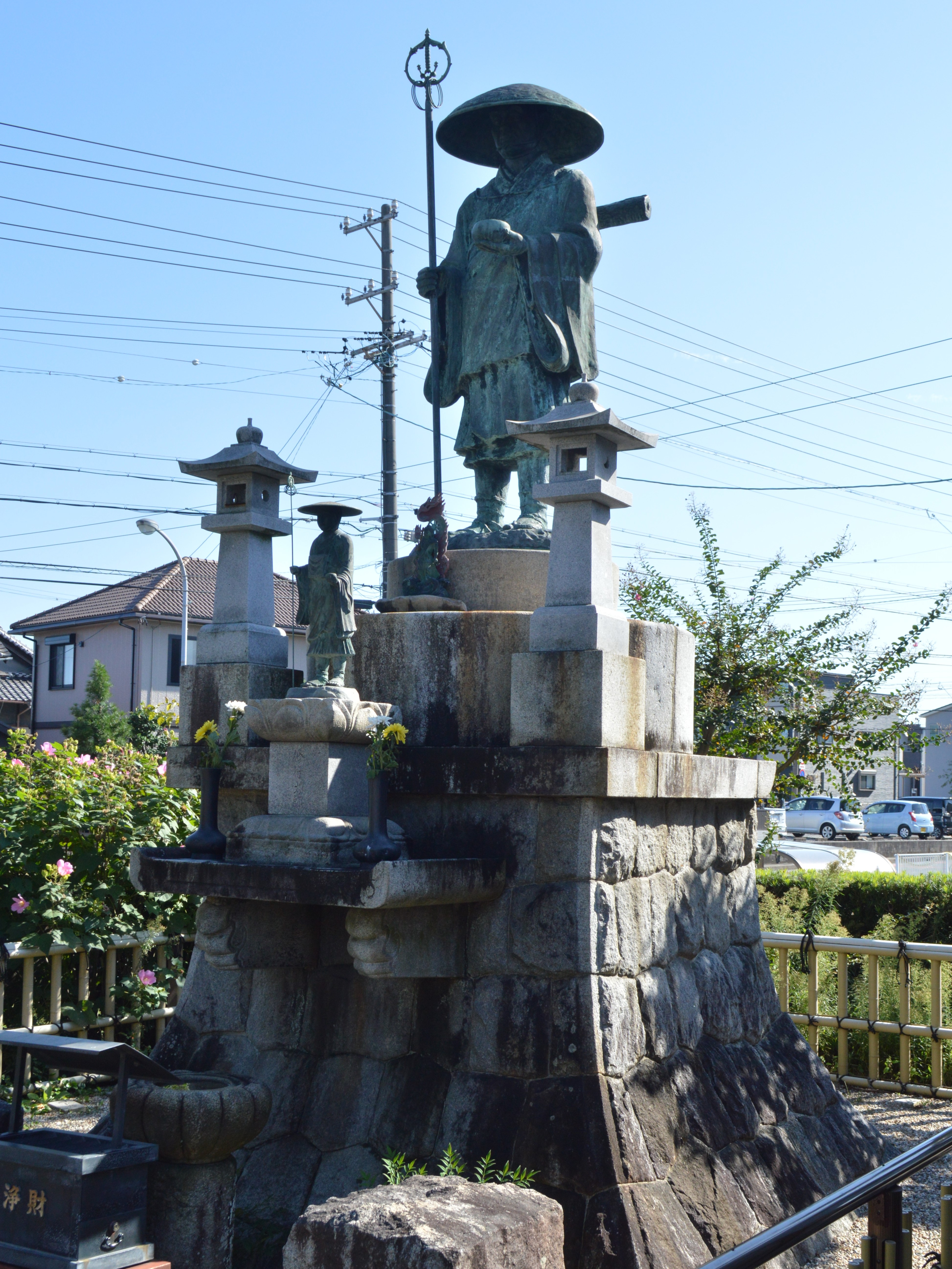
弘法大師像
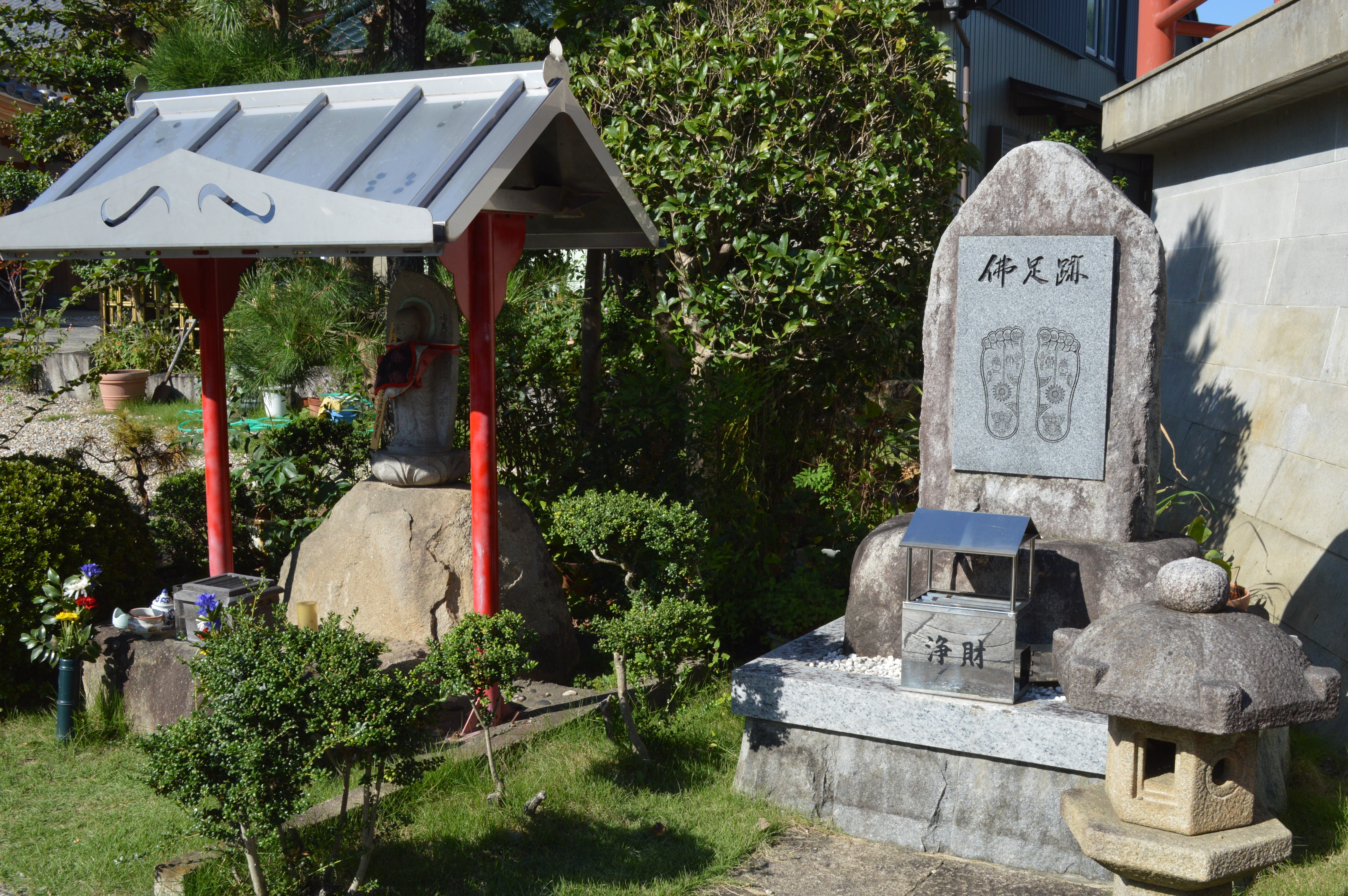
仏足跡

## 札所
西福寺の本尊は阿弥陀如来だが「見送り大師」を祀っている。三河地方は弘法大師信仰が盛んであり、西福寺がある一ツ木町には大師井という小字がある。
三河三弘法の第2番札所であり、弘法大師の命日には多くの参詣者でにぎわう。第一番札所の遍照院（知立市弘法町）を経た参詣者が西福寺を訪れ、逢妻川や旧東海道を越えて密蔵院（刈谷市一里山町）に向かう。西福寺は三河新四国霊場の第2番札所でもある。三河新四国霊場の第3番札所は密蔵院で三河三弘法と同じであるが、第1番札所は総持寺（知立市西町）で三河三弘法と異なる。

## 現地情報

### 所在地
- 愛知県刈谷市一ツ木町5-31-2

### アクセス
- 名鉄名古屋本線 一ツ木駅から徒歩で約3分。